# Samaipaticereus corroanus
Samaipaticereus corroanus ist die einzige Pflanzenart der monotypischen Gattung Samaipaticereus in der Familie der Kakteengewächse (Cactaceae). Der botanische Name verweist auf den Fundort, die bolivianische Stadt Samaipata. Das Artepitheton corroanus ehrt Anibal Corro.

## Beschreibung
Samaipaticereus corroanus wächst baumähnlich und säulenförmig, ist stark verzweigt und erreicht Wuchshöhen von 2 bis 4 Metern. Die grünen, langen, aufrechten Triebe sind nicht gegliedert und erreichen einen Durchmesser von bis zu 8 Zentimeter. Aus den Areolen der vier bis sechs Rippen entspringen für gewöhnlich fünf Dornen, die nicht in Mittel- und Randdornen unterschieden werden können. Sie sind kurz und gräulich-weiß, einer von ihnen ist länger als die übrigen und nach unten gerichtet.
Die zahlreichen, eingeengt-trichterförmigen Blüten sind 4,5 bis 5 Zentimeter lang, öffnen sich in der Nacht und bleiben bis zum folgenden Tag geöffnet. Die Kelchblätter sind grünlich weiß und besitzen braune Spitzen, die Kronblätter sind weiß. Das Perikarpell und die Blütenröhre sind mit langen Schuppen, kurzen Haaren und einigen Borsten besetzt.
Die kugelförmigen, gestutzten, gehöckerten Früchte sind mehr oder weniger rosarot, besitzen eine ausdauernden Blütenrest und reißen der Länge nach auf. Das Fruchtfleisch ist rötlich-orange. Die dunkelbraunen oder schwärzlichen Samen glänzen, sind etwa 1,5 Millimeter lang und winzig punktiert. Das Hilum ist breit.

## Verbreitung, Systematik und Gefährdung
Samaipaticereus corroanus ist in Höhenlagen von etwa 1500 Metern in der Nähe der bolivianische Stadt Samaipata verbreitet.
Die Erstbeschreibung durch Martín Cárdenas wurde 1952 veröffentlicht. Für die zweite von ihm beschriebene Art Samaipaticereus inquisivensis wurde 1980 von Friedrich Ritter die Gattung Yungasocereus aufgestellt.
In der Roten Liste gefährdeter Arten der IUCN wird die Art als „Least Concern (LC)“, d. h. als nicht gefährdet geführt.

## Nachweise